# Friedrich Wilhelm Prinz von Preußen
Friedrich Wilhelm Prinz von Preußen (ur. 9 lutego 1939 w Berlinie, zm. 29 września 2015 tamże) – niemiecki historyk i członek rodu Hohenzollernów.

## Życiorys

### Dzieciństwo i młodość

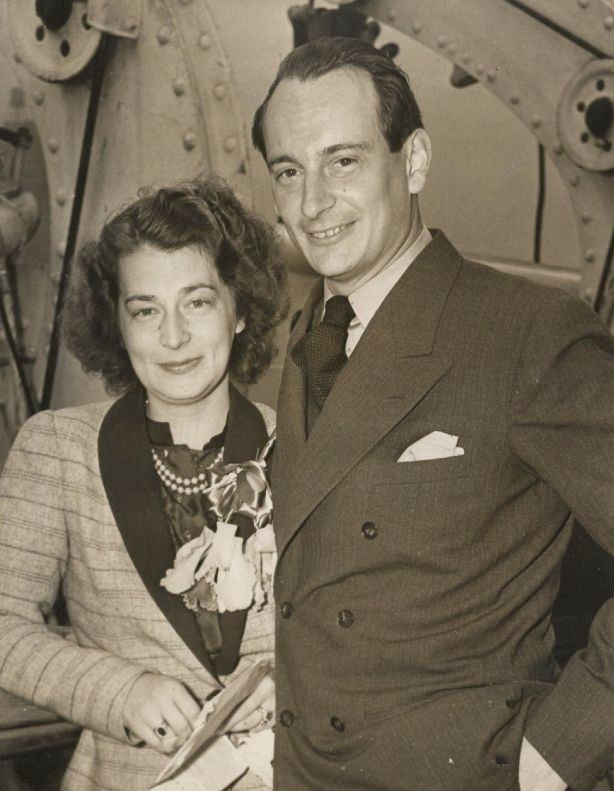
Rodzice Fryderyka Wilhelma, Ludwik Ferdynand z żoną Kirą, 1938

Friedrich Wilhelm urodził się w 1939 roku jako najstarszy syn księcia Ludwika Ferdynanda, pretendenta do tronu Prus, wnuka cesarza Wilhelma II. Miał sześcioro rodzeństwa. Wczesne dzieciństwo spędził w Kadynach, cesarskiej letniej rezydencji. Po II wojnie światowej wraz z rodziną osiedlił się w Borgfeld na przedmieściach Bremy.
Po zakończeniu nauki w gimnazjum w Bremie i liceum w Plön studiował historię na wydziale filozofii Uniwersytetu w Erlangen-Norymberdze. W 1967 roku poślubił Waltraud Freydag (ur. 14 kwietnia 1940 w Kilonii), z którą ma syna Filipa Kiryła księcia Prus (ur. 1968 roku). Decydując się na to małżeństwo, nierówne stanem, pozbawił się książę praw do tronu. Decyzją ojca prawa te przeszły na czwartego syna Ludwika Ferdynanda (1944–1977), a po jego przedwczesnej śmierci na jego syna Jerzego Fryderyka (ur. 1976). Sprawa ta wywołała liczne kontrowersje i spór w rodzinie Hohenzollernów.

### Proces o sukcesję
Friedrich Wilhelm wraz z bratem księciem Michaelem, zaskarżyli postanowienia testamentu dziadka. Proces trwał od 1994. W 1997 sąd regionalny (Landgericht) w Hechingen i sąd regionalny wyższej instancji w Stuttgarcie (Oberlandesgericht) przyznały rację stryjom Georga Friedricha Prinz von Preußen i uznały, że wymóg małżeństwa równego rodem jest „niemoralny”. Trybunał Federalny nie zgodził się z orzeczeniem na korzyść stryjów i sprawa wróciła do sądów regionalnych, które tym razem orzekły na korzyść Georga Friedricha. Friedrich Wilhelm i Michael wnieśli pozew do Federalnego Trybunału Konstytucyjnego, a ten nie zgodził się z orzeczeniem na korzyść Georga Friedricha. W końcu, 19 października 2005 sąd regionalny orzekł, że Georg Friedrich jest pełnoprawnym następcą swojego dziadka, ale jego stryjowie i inne dzieci księcia Ludwika Ferdynanda mają prawo do części spadku pruskiego.

### Dalsze lata
W kwietniu 1976 książę Friedrich Wilhelm ożenił się po raz drugi. Jego żoną została Ehrengard Insea Elisabeth von Reden urodzona w 1943 roku w Berlinie. Para doczekała się trójki dzieci urodzonych w latach 1979, 1982 i 1984. Małżeństwo zakończyło się rozwodem w 2002 roku. W dwa lata później książę ożenił się po raz trzeci. Kolejną jego żoną została Sibylle Kretschmer, wykładowca w Akademii Sztuk Pięknych.

## Publikacje
- Preußens Könige; 1971
- Bismarcks Reichsgründung und das Ausland; 1972
- Das Haus Hohenzollern 1918–1945; 1991
- „... solange wir zu zweit sind“. Friedrich der Große und Wilhelmine Markgräfin von Bayreuth in Briefen. München 2003; mit Kirsten Heckmann-Janz, Sibylle Kretschmar
- Die Liebe des Königs. Friedrich der Große. Seine Windspiele und andere Passionen; mit Sibylle Prinzessin von Preußen
- Vorwort in: Friedrich v. Oppeln-Bronikowski 1873–1936. Sein Leben und Wirken; 2009; von Friedrich-Wilhelm v. Oppeln-Bronikowski